# オンギ川
オンギ川（オンギがわ、モンゴル語：Онги гол オンギ・ゴル）とは、モンゴル国ウブルハンガイ県を流れる内陸河川である。ハンガイ山脈より流れ出て、ウラーン湖(Улаан нуур)に流れ込む。オンギ川周辺にはウブルハンガイ県の県庁所在地アルバイヘールが位置する。

## 歴史
モンゴル帝国第二代カアンとして即位したオゴデイは新首都カラコルムを建設したが、完全に定住生活に切り替えたわけではなく、カラコルムを中心とした季節移動を営んでいた。カラコルムにほど近いオンギ川流域はカアンの移動する範囲に含まれており、最も南の冬の離宮として「オンギのオルド(現シャーザン＝ホト遺跡)」が築かれていた。オンギのオルドはクビライがカラコルムより遷都するまでグユク・モンケ両カアンによって引き継がれており、ルブルックが訪れた「カラコルム南方のモンケの宮殿」もオンギのオルドである。漢文史料では「オンギ」の音写である「汪吉」の他、「忽蘭(クラン、モンゴル語で野生馬を意味する)」「野馬川」とも記されている。
康熙帝のジューンガル遠征時にもオンギ川は重要な拠点として登場する。1696年には清軍がオンギ川に残した食料の集積所を狙ってガルダン・ハーンの軍が南下したが、撃退されたことが記録されている。清代の漢文史料には「翁金河」もしくは「翁吉河」と記されており、清朝の北モンゴル制圧以後はサイン・ノヤン部右翼末旗などの遊牧地があった。